# Vega de Valdetronco
Vega de Valdetronco es un municipio y localidad española de la provincia de Valladolid, en la comunidad autónoma de Castilla y León. Cuenta con una población de 91 habitantes (INE 2024).

## Geografía
Se sitúa en la Autovía del Noroeste, entre los pK 194 y 198, a unos 40 kilómetros al oeste de la capital vallisoletana. El relieve es muy llano, sólo alterado al norte por el inicio del páramo que constituye los Montes Torozos, comarca en la que está integrada. El territorio del municipio está atravesado también por el río Hornija, que discurre hacia el Duero procedente de los mismos Montes Torozos. El municipio se alza a 709 metros sobre el nivel del mar. 
| Noroeste: Mota del Marqués | Norte: Adalia | Noreste: Gallegos de Hornija |
| Oeste: Marzales            |               | Este: Gallegos de Hornija    |
| Suroeste: Marzales         | Sur: Bercero  | Sureste: Bercero             |

## Historia

### SigloXIX
Así se describe a Vega de Valdetronco en la página 629 del tomo XV del Diccionario geográfico-estadístico-histórico de España y sus posesiones de Ultramar, obra impulsada por Pascual Madoz a mediados del siglo XIX:

VEGA DE VALDETRONCO

Lugar con ayuntamiento en la provincia, audiencia territorial y capitanía general de Valladolid (7 leguas), partido judicial de Mota del Marqués (1), diócesis de Palencia (13).
Situado en llano al final del valle de Torrelobatón, libre a la influencia de los vientos, con clima sano.
Tiene 120 casas, la consistorial, escuela de instrucción primaria, de cuarta clase, dotada con la de reglamento; 3 pozos públicos de buenas aguas; una iglesia parroquial (San Miguel), servida por un cura, de presentación de los capellanes de Palencia, entre los hijos del pueblo, previa oposición.
Confina el término con los de Mota del Marqués, Gallegos de Hornija, Villalar y Marzales; dentro de él se encuentran varios manantiales y una ermita (El Humilladero).
El terreno, bañado por el río Hornija, es llano, de buena calidad; facilita el paso del río un puente de piedra con 5 arcos.
Caminos: los locales y la carretera general de Madrid a Galicia.
Correo: se recibe por el conductor del general en dicha carrera; para su servicio hay en el pueblo parada de postas con 8 caballos.
Producciones: cereales, vino, legumbres y pastos, con los que se mantiene ganado yeguar y vacuno.
Población: 71 vecinos, 300 almas.

Capital productivo: 710.720 reales. Imponible: 71.072 reales.

## Geografía humana

### Demografía
Cuenta con una población de 91 habitantes (INE 2024).
| Gráfica de evolución demográfica de Vega de Valdetronco entre 1842 y 2021                                             |
| |
| Población de derecho según los censos de población del INE. Población de hecho según los censos de población del INE. |

## Cultura

### Fiestas
- Las fiestas patronales son 3 de mayo Santa Cruz.
- El patrón es el 29 de septiembre San Miguel Arcángel.